# Бейлітон (Теннессі)
Бейлітон (англ. Baileyton) — місто (англ. town) в США, в окрузі Грін штату Теннессі. Населення — 436 осіб (2020).

## Географія
Бейлітон розташований за координатами 36°19′28″ пн. ш. 82°50′10″ зх. д. / 36.32444° пн. ш. 82.83611° зх. д. (36.324416, -82.836095).  За даними Бюро перепису населення США в 2010 році місто мало площу 4,34 км², уся площа — суходіл.

## Демографія
Згідно з переписом 2010 року, у місті мешкала 431 особа в 203 домогосподарствах у складі 111 родини. Густота населення становила 99 осіб/км².  Було 238 помешкань (55/км²).
Расовий склад населення:
| - 99,3 % — білих - 0,2 % — чорних або афроамериканців - 0,2 % — азіатів |

До двох чи більше рас належало 0,0 %. Частка іспаномовних становила 0,2 % від усіх жителів.
За віковим діапазоном населення розподілялося таким чином: 18,8 % — особи молодші 18 років, 64,3 % — особи у віці 18—64 років, 16,9 % — особи у віці 65 років та старші. Медіана віку мешканця становила 42,8 року. На 100 осіб жіночої статі у місті припадало 90,7 чоловіків;  на 100 жінок у віці від 18 років та старших — 92,3 чоловіків також старших 18 років.
Середній дохід на одне домашнє господарство  становив 37 781 долар США (медіана — 33 456), а середній дохід на одну сім'ю — 44 897 доларів (медіана — 42 500). За межею бідності перебувало 30,9 % осіб, у тому числі 28,4 % дітей у віці до 18 років та 30,6 % осіб у віці 65 років та старших.
Цивільне працевлаштоване населення становило 251 особа. Основні галузі зайнятості: виробництво — 29,1 %, мистецтво, розваги та відпочинок — 17,5 %, освіта, охорона здоров'я та соціальна допомога — 15,9 %.